# Eois platearia
Eois platearia är en fjärilsart som beskrevs av William Schaus 1901. Eois platearia ingår i släktet Eois och familjen mätare. Inga underarter finns listade i Catalogue of Life.